# Kácser Zita
Kácser Zita (Dunaújváros, 1988. október 2. –) magyar akadályfutó.

## Sportpályafutása
A 2007-es junior Európa-bajnokságon tizenegyedik lett akadályfutásban. A 2008-as U23-as mezeifutó Európa-bajnokságon 62. volt. A 2009-es U23-as Európa-bajnokságon 15. volt 10 000 méteren. A 2016-os atlétikai Európa-bajnokságon 3000 m akadályon bukott a selejtezőben, így a 26. helyen végzett. Az eset során  bokaszalag-szakadást szenvedett. A 2018-as atlétikai Európa-bajnokságon nem jutott tovább a selejtezőből. 2019 augusztusában a magyar szuper liga döntőjében országos csúcsot futott. Eredményével teljesítette a vb és az olimpiai kiküldetési szintet. A világbajnoki indulást mentális és fizikai problémái miatt lemondta. A tokiói olimpián 3000 méteres akadályfutásban 10:43,99-es időeredménnyel 41. lett.
Ikertestvére Kácser Krisztina válogatott atléta.

## Magyar bajnoki eredményei
szabadtér
- 1500 méter
  - ezüstérmes 2015, 2017
  - bronzérmes 2011, 2014
- 5000 méter
  - aranyérmes 2015
  - bronzérmes 2011, 2012, 2013
- 10 0000 méter
  - aranyérmes 2015, 2016, 2018
  - ezüstérmes 2014, 2017
  - bronzérmes 2012
- 3000 m akadály
  - magyar bajnok 2013, 2015
  - ezüstérmes 2012, 2014, 2017, 2018, 2020
  - bronzérmes 2007, 2008, 2009, 2010, 2011, 2021
- 10 km
  - aranyérmes 2015, 2016, 2017, 2018
- félmaraton
  - aranyérmes 2017
  - ezüstérmes 2016
  - bronzérmes 2022

fedett pálya
- 1500 m
  - ezüstérmes 2015
  - bronzérmes 2009, 2014, 2016
- 3000 m
  - aranyérmes 2009, 2015
  - ezüstérmes 2014, 2016

## Rekordjai
3000 m akadály
- 9:26,59 (2019. augusztus 31., Budapest) országos csúcs